# Список офіційних резиденцій вищих посадових осіб України

## Офіційні резиденціїПрезидента України
- Офіс Президента України (Київ, Банкова, 11)
- Центральна приймальна президента (Київ, Шовковична, 14)
- Маріїнський палац (Київ, Грушевського, 5)
- Особняк Ковалевського (або Арабський Дім; Київ, вулиця Пилипа Орлика, 1/15) — побудований за проєктом архітектора П. Ф. Альошина як приватна садиба;
- Будинок з химерами (Київ, Банкова, 10);
- Особняк Зайцева,  вул. Грушевського, 20/1, Київ;
- Будинок вдови, що плаче, вул. Лютеранська, № 23. Київ;
- Особняк Закса, вул. Липська, 4, Київ;
- Резиденція «Залісся» (Київська область, Броварський район, с. Богданівка)[1];
- Державна дача президента в Конча-Заспі[2][3];
- Пуща-Водиця;
- Резиденція  «Синьогора» (Івано-Франківська область, Богородчанський район, с. Стара Гута) — спочатку створена для Леоніда Кучми 2001 року. Раніше в будівлях був відомчий санаторій. Розмір приміщень (не включаючи територію резиденції) — 5 тис. м²[4];

## Об'єкти, що офіційно використовуються для відпочинку вищих посадових осіб і зустрічей гостей
- Юсуповський палац[5]  (Резиденція № 4) — палац в Кореїзі в неороманському стилі з елементами італійського ренесансу. Побудований ялтинським архітектором М. Красновим для князя Фелікса Юсупова[ru] (Сумарокова-Ельстон), колишнього генерал-губернатора Москви.
- Державні дачі та резиденції в Автономній Республіці Крим[6].

- Президентська дача відпочинку в Мухалатці (Крим)
- Резиденція № 3 (Крим, Масандрівський палац)
- Резиденція № 6 (Крим, мис Форос)
- Резиденція № 8 (Крим, мис Форос)
- Резиденція для офіційних зустрічей у Форосі («дача Горбачова», дача «Зоря»).

## Колишні резиденції
- Резиденція «Межигір'я» — колишня урядова резиденція України[8].